# Hélice pi

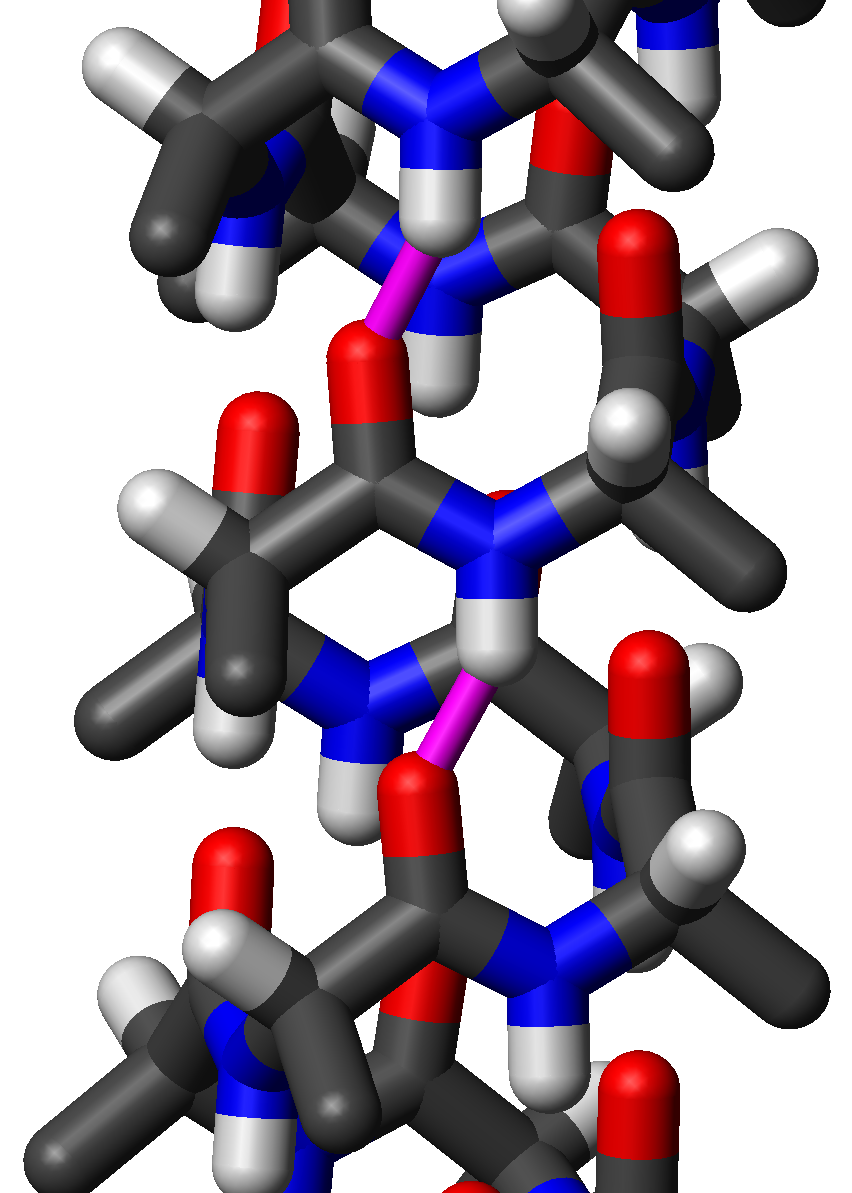
Vista lateral de una hélice pi de residuos de L-alanina. En magenta se señalan dos enlaces de hidrógeno al mismo grupo peptídico; la distancia oxígeno-hidrógeno es de 1,65 Å. La cadena de la proteína se dirige hacia arriba; su extremo N-terminal está abajo y el C-terminal arriba. Las cadenas laterales apuntan ligeramente hacia el extremo N-terminal.

Una hélice pi (o hélice π) es un tipo de estructura secundaria de proteínas encontrada particularmente en proteínas de membrana.

## Estructura estándar
En una hélice pi estándar, los aminoácidos están dispuestos de forma helicoidal en sentido horario. Cada aminoácido corresponde a 87° en el giro de la hélice (es decir, la hélice tiene 4,4 residuos por vuelta) y una traslación de 1,15 Å (0,115 nm) en el eje de la hélice. El grupo N-H de un aminoácido forma un enlace por puente de hidrógeno con el grupo C=O del aminoácido cinco residuos anterior; estas repeticiones de enlaces de hidrógeno i+5→i definen la hélice pi.
Los residuos en las hélices pi adoptan ángulos diedros (φ, ψ) de -55°, -70°, de tal forma que el ángulo ψ de un residuo y el ángulo φ del siguiente suman aproximadamente -125°. 
La fórmula general de rotación del ángulo Ω por residuo de cualquier hélice polipeptídica con configuración trans está dada por la ecuación:
{\displaystyle 3\cos \Omega =1-4\cos ^{2}\left[\left(\phi +\psi \right)/2\right]}

## Estructura antihoraria
En principio es posible una versión antihoraria de la hélice pi cambiando el signo de los ángulos diedros (φ, ψ) a 55°, 70°. Esta imagen pseudoespecular de la hélice tiene el mismo número de residuos por vuelta (4,1) y una traslación de 1,5 Å por residuo. No es una imagen especular perfecta debido a que los residuos de aminoácidos conservan su quiralidad. Es difícil encontrar una hélice pi larga en proteínas debido a que entre los aminoácidos solo la glicina puede llegar a tomar ángulos diedros φ positivos de 55°. 